# Peter Verbeken
Peter Verbeken (Deinze, 15 april 1966) is een voormalig Belgisch wielrenner. 

## Carrière
Peter Verbeken was beroepswielrenner van 1989 tot en met 1998. Verbeken begon zijn carrière bij Hitachi-Zonca-VTM. Zijn eerste profzege was in een kleine wegwedstrijd in Belsele in 1991. Zijn grootste overwinning was de eindzege van de Tour De Picardie in 1993 en in 1994 stond hij stond hij als nummer 3 op het podium van het Belgisch kampioenschap.

## Belangrijkste overwinningen
1992
- 12e etappe Milk Race

1993
- Eindklassement GP Tell
- La Côte Picarde

1994
- 4e etappe Tour Du Pont
- 6e etappe Regio Tour International

1995
- 6e etappe GP Tell
- Eindklassement GP Tell
- 8e etappe Boland Bank Tour

1997
- Flèche Hesbignonne-Cras Avernas

1998
- Flèche Hesbignonne-Cras Avernas

## Resultaten in voornaamste wedstrijden
| Jaar | Ronde van Italië | Ronde van Frankrijk | Ronde van Spanje |
| ---- | ---------------- | ------------------- | ---------------- |
| 1989 |                  |                     |                  |
| 1990 |                  |                     | 112e             |
| 1991 |                  |                     |                  |
| 1992 |                  |                     | opgave           |
| 1993 |                  |                     | 105e             |
| 1995 |                  |                     |                  |
| 1996 |                  |                     |                  |
| 1998 |                  |                     |                  |

| Jaar | Gent-Wevelgem | Amstel Gold Race | Luik-Bast.‑Luik | Parijs-Tours |
| ---- | ------------- | ---------------- | --------------- | ------------ |
| 1989 |               |                  |                 | 138e         |
| 1990 |               |                  |                 |              |
| 1991 | 151e          |                  | 102e            | 25e          |
| 1992 | 32e           |                  |                 |              |
| 1993 |               | 84e              |                 | 114e         |
| 1995 |               |                  |                 | 79e          |
| 1996 |               | 72e              |                 | 101e         |
| 1998 | 127e          |                  |                 |              |